# Michel Le Royer
Pour les articles homonymes, voir Le Royer.
Michel Le Royer est un acteur français né le 31 août 1932 à Carrouges (Orne) et mort le 25 février 2022 à Paris 18e.

## Biographie

### Enfance
Michel François Georges Leroyer naît le 31 août 1932 à Carrouges (Orne).

### Jeunesse et études
D'une famille d'origine normande, Michel Le Royer est élevé par des parents garagistes. Il travaille comme télégraphiste chez France-Soir pour se payer des cours de théâtre.
Il se présente au Conservatoire national d'art dramatique en 1952 et entre dans les classes de Georges Le Roy et de Béatrix Dussane. Il y côtoie entre autres Jean-Paul Belmondo, Bruno Cremer et Claude Rich.

### Carrière
Pensionnaire de la Comédie-Française de 1957 à 1962,, Michel Le Royer apparaît pour la première fois à la télévision en 1960 dans le Cyrano de Bergerac d'Edmond Rostand réalisé par Claude Barma dans le rôle de Christian, qu'il avait joué l'année précédente sous la direction de Jean Le Poulain au théâtre des Célestins.
Il se voit ensuite confier le rôle principal dans Le Chevalier de Maison-Rouge en 1963, aux côtés de Jean Desailly. Ce Feuilleton télévisé réalisé par Claude Barma pour l'unique chaine de la RTF le fait connaître du grand public. Il remporte ensuite un grand succès dans Corsaires et Flibustiers en 1966, feuilleton aussi réalisé par Claude Barma.
Il continue dans la décennie suivante sa carrière de comédien, puis s'investit dans le domaine du doublage, tant pour le cinéma et la télévision, notamment en doublant Christopher Lee dans le rôle de Saroumane du Seigneur des anneaux. Il dirige à partir de 2005 l'école de théâtre La Récréation à Lyon (VIe). Il effectue son dernier doublage fin janvier 2022 pour la série NCIS, quelques semaines avant son décès.

### Vie privée et mort
Gaulliste depuis sa jeunesse, Michel Le Royer s'est essayé à la politique dans les années 1980 en devenant maire-adjoint de Levallois-Perret, chargé de la culture, et en se présentant — sans succès — aux élections cantonales dans l'Orne.
Michel Le Royer a été marié trois fois ; ses épouses ont été :
- l’actrice Pascale Roberts de 1954 à 1956 ;
- Christiane Nussbaum, de 1965 à 1976, dont il a eu un fils, Guillaume, en 1965 ;
- Aleth Girardin, de 1988 à 2009, dont il a eu deux filles, Célina en 1989 et Anne-Charlotte en 1991.

Outre ses enfants reconnus, on lui connait d'autres enfants et d'autres compagnes, en particulier Frédérique de Mortain avec qui il vécut plus de dix ans, et surtout Michèle M. qui l'a accompagné de nombreuses années et ce jusqu'à son dernier souffle[réf. nécessaire].
Il meurt à Paris 18e, dans la matinée du 25 février 2022, à l'âge de 89 ans. Il est inhumé au cimetière de Levallois-Perret (Hauts-de-Seine) avec ses parents.

## Décorations
Michel Le Royer est promu officier dans l'Ordre des Arts et des Lettres en 2001 puis nommé chevalier de la légion d'honneur en 2011.

## Théâtre
- 1952 : L'Histoire du docteur Faust de Christopher Marlowe, mise en scène Jean Le Poulain, théâtre de l'Œuvre
- 1953 : La Nouvelle Mandragore de Jean Vauthier, mise en scène Gérard Philipe, TNP
- 1956 : L'Ombre de Julien Green, mise en scène Jean Meyer, théâtre Antoine
- 1956 : Polyeucte de Pierre Corneille, mise en scène Jean Serge, Festival Corneille de Barentin
- 1957 : Le Menteur de Corneille, mise en scène Jacques Charon, Comédie-Française
- 1957 : Bérénice de Jean Racine, Comédie-Française : Rutile (2 fois)
- 1958 : Le Maître de Santiago de Henry de Montherlant, mise en scène Henri Rollan, Comédie-Française
- 1959 : Cyrano de Bergerac d'Edmond Rostand, mise en scène Jean Le Poulain, théâtre des Célestins, Festival de Bellac
- 1959 : La Dame de Monsoreau d'Alexandre Dumas, mise en scène Jacques Eyser, Comédie-Française
- 1962 : La Reine galante d'André Castelot, mise en scène Jean-Pierre Grenier, théâtre des Ambassadeurs
- 1963 : Ruy Blas de Victor Hugo, mise en scène Jean Darnel, Festival de Saint-Malo
- 1963 : Cyrano de Bergerac d'Edmond Rostand, mise en scène Jean Darnel, Arènes de Saintes
- 1964 : Le Capitaine Fracasse de Théophile Gautier, mise en scène Jean Deschamps, Festival de la Cité Carcassonne, Festival du théâtre antique d'Arles
- 1965 : Danton ou la Mort de la République de Romain Rolland, mise en scène Jean Deschamps, Festival du Marais (hôtel de Sully)
- 1967 : L'Obsédé de John Fowles adaptation France Roche, mise en scène Robert Hossein, théâtre des Célestins puis tournée
- 1968 : La Dame de Chicago de Frédéric Dard, mise en scène Jacques Charon, théâtre des Ambassadeurs
- 1968 : Le Cocu magnifique de Fernand Crommelynck, mise en scène Marc Renaudin, théâtre Hébertot
- 1969 : L'Aiglon d'Edmond Rostand, mise en scène Jacques Sereys, théâtre du Châtelet
- 1970 : La locandiera de Carlo Goldoni, mise en scène Jacques Ardouin, théâtre Hébertot
- 1970 : J'ai régné cette nuit de Pierre Sabatier, mise en scène Jacques Ardouin, théâtre Hébertot
- 1970 : Le Soir du conquérant de Thierry Maulnier, mise en scène Pierre Franck, théâtre Hébertot
- 1971 : Jeux d'enfants de Robert Mascaro, mise en scène Raymond Gérôme, théâtre Hébertot
- 1973 : Aurélia de Robert Thomas, mise en scène de l'auteur, théâtre Daunou
- 1975 : Le Cid de Corneille, mise en scène Michel Le Royer, théâtre Montansier
- 1975 : La Balance de Claude Reichman, mise en scène René Clermont, théâtre Fontaine
- 1981 : Le Bossu de Paul Feval, mise en scène Michel Le Royer, Cirque d'hiver Bouglione
- 1981 : La vie est trop courte d'André Roussin, mise en scène Michel Fagadau, théâtre Daunou
- 1983 : La vie est trop courte d'André Roussin, mise en scène Michel Fagadau, théâtre de la Gaîté-Montparnasse
- 1986 : Chantecler d'Edmond Rostand, mise en scène Jean-Luc Tardieu, Tréteaux de France, Espace 44 Nantes, Festival d'Anjou, Festivals de Carcassonne et Sisteron
- 1988 : Régulus 93 ou la Véritable Histoire du citoyen Haudaudine de Catherine Decours, mise en scène Jean-Luc Tardieu, Espace 44 Nantes
- 1988 : Les Cahiers tango de Françoise Dorin, mise en scène Andréas Voutsinás, théâtre Antoine
- 1988-1989 : La guerre de Troie n'aura pas lieu de Jean Giraudoux, tournées Barret
- 1990 : Des journées entières dans les arbres de Marguerite Duras, mise en scène Jean-Luc Tardieu, Maison de la Culture de Loire-Atlantique Nantes, Centre national de création d'Orléans
- 1992 : La Dame aux camélias d'Alexandre Dumas fils, mise en scène Henri Lazarini
- 1993 : L'Aiglon d'Edmond Rostand, mise en scène Jean Danet, Tréteaux de France
- 1994 : Le Songe d'une nuit d'été de William Shakespeare, mise en scène Marc Renaudin, Tréteaux de France
- 1998 : L'Idiot d'après Fiodor Dostoïevski, mise en scène Jacques Mauclair et Gérard Caillaud, Théâtre 14 Jean-Marie-Serreau
- 1998 : Amphitryon de Molière, Festival de Meudon
- 1999 : L'Idiot d'après Fiodor Dostoïevski, mise en scène Jacques Mauclair et Gérard Caillaud, théâtre de la Madeleine
- 1999 : Archibald de Julien Vartet, mise en scène Jacqueline Bœuf, théâtre Édouard-VII
- 2002 : Ruy Blas de Victor Hugo, mise en scène Jean-Luc Jeener, théâtre du Nord-Ouest
- 2003 : Célimare le bien-aimé de Eugène Labiche, mise en scène Jacqueline Bœuf, théâtre Tête d'or
- 2007 : Roméo et Juliette de William Shakespeare, mise en scène Denis Llorca, théâtre du Nord-Ouest
- 2008 : Hamlet de William Shakespeare, mise en scène Jean-Luc Jeener, théâtre du Nord-Ouest
- 2009 : Ultime Dialogue de Charles André, mise en scène Alexandra Royan, théâtre du Chien‑qui‑fume au Festival Off d'Avignon
- 2011 : Kaos, mise en scène par la Compagnie Interface, théâtre du Balcon au Festival Off d'Avignon
- 2012 : Une amitié passionnée, texte et mise en scène Julie Berducq-Bousquet, Cie Théâtre & Toiles, avec Brigitte Damiens, et le chœur de chambre du Maine, dir. Yves Parmentier, au Festival des Nuits de la Mayenne (spectacles à La Boissière et Sainte-Suzanne)
- 2016 : Et mon mal est délicieux de Quint, mise en scène de Gérard Vantaggioli au théâtre du Chien‑qui‑fume[10]

## Filmographie

### Cinéma
- 1962 : La Fayette de Jean Dréville : La Fayette
- 1963 : Château en Suède de Roger Vadim : Gosta
- 1964 : Un soir... par hasard d'Ivan Govar : André Ségonne
- 1964 : Elle est à tuer de Dossia Mage
- 1965 : Dernier Tiercé de Richard Pottier : Claude Berty
- 1966 : La Bonne Nouvelle, court-métrage de Marianne Oswald
- 1967 : Le Harem de Marco Ferreri : René
- 1968 : Le Bal des voyous de Jean-Claude Dague : Philippe Leroy
- 1973 : Les Confidences érotiques d'un lit trop accueillant de Michel Lemoine : Jean-Louis

### Télévision

#### Téléfilms
- 1960 : Cyrano de Bergerac de Claude Barma : Christian de Neuvilette
- 1965 : Dom Juan ou le Festin de Pierre, téléfilm de Marcel Bluwal : Dom Carlos
- 1970 : Capitaine Nemo de Jean Bacqué : Némo
- 1973 : Le Premier Juré de Roger Burckhardt : Patrick Leroy
- 1999 : La Traversée du phare de Thierry Redler : le médecin de l'hôpital

Au théâtre ce soir
- 1973 : La locandiera de Carlo Goldoni, mise en scène Jacques Ardouin, réalisation Georges Folgoas, théâtre Marigny
- 1973 : La Poulette aux œufs d'or de Robert Thomas, mise en scène de l'auteur, réalisation Georges Folgoas, théâtre Marigny
- 1974 : Pluie d'après William Somerset Maugham, mise en scène René Clermont, réalisation Georges Folgoas, théâtre Édouard-VII
- 1977 : Bonne chance, Denis de Michel Duran, mise en scène Claude Nicot, réalisation Pierre Sabbagh, théâtre Marigny
- 1977 : Des choses merveilleuses de Claude Reichman, mise en scène René Clermont, réalisation Pierre Sabbagh, théâtre Marigny
- 1979 : Piège pour un homme seul de Robert Thomas, mise en scène de l'auteur, réalisation Pierre Sabbagh, théâtre Marigny
- 1984 : La vie est trop courte d'André Roussin, mise en scène Michel Fagadau, réalisation Pierre Sabbagh, théâtre Marigny

#### Séries télévisées
- 1963 : Le Chevalier de Maison-Rouge, série franco-italienne en 4 épisodes de Claude Barma : Maurice Lindet
- 1966 : D'Artagnan chevalier du roi, série en 5 épisodes d' Henri Carrier : D'Artagnan
- 1966 : Le train bleu s'arrête 13 fois de Maurice de Canonge (épisode 11 : Monte-Carlo : un mari dangereux)
- 1966 : Corsaires et Flibustiers de Claude Barma : Nicolas de Coursic
- 1971 : Face aux Lancaster d'Ado Kyrou  : Chris Lancaster
- 1971 : Le Voyageur des siècles de Jean Dréville : La Fayette (épisode 3 : Le grain de sable)
- 1974 : Un curé de choc de Philippe Arnal
- 1977 : La Famille Cigale de Jean Pignol : Serge Damien-Lacour
- 1977 : Recherche dans l'intérêt des familles de Philippe Arnal

## Doublage
Note : Les dates inscrites en italique correspondent aux sorties initiales des films dont Michel Le Royer a assuré le redoublage ou le doublage tardif.

### Cinéma

#### Films
- Christopher Lee dans :
  - Le Seigneur des anneaux : La Communauté de l'anneau (2001) : Saroumane
  - Le Seigneur des anneaux : Les Deux Tours (2002) : Saroumane
  - Le Seigneur des anneaux : Le Retour du roi (2003) : Saroumane
  - Hugo Cabret (2011) : M. Labisse, le libraire
  - La Locataire (2011) : August
  - Le Dernier des Templiers (2011) : Le cardinal D'Ambroise
  - Dark Shadows (2012) : Silas Clarney, le « roi des pêcheurs »
  - Le Hobbit : Un voyage inattendu (2012) : Saroumane
  - Le Hobbit : La Bataille des Cinq Armées (2014) : Saroumane

- Warren Beatty dans :
  - Le Visage du plaisir (1961) : Paolo di Leo
  - La Fièvre dans le sang (1961) : Bud Stamper
  - Le Gentleman de Londres (1966) : Barney Lincoln

- Giuliano Gemma dans :
  - Le Dollar troué (1965) : Gary O'Hara
  - Adiós gringo (1965) : Brett Landers
  - Arizona Colt (1966) : Arizona Colt

- David Warner dans :
  - Un nommé Cable Hogue (1970) : Joshua Sloane
  - Croix de fer (1977) : capitaine Hauptmann Kiesel
  - Les 39 Marches (1978) : Sir Edmund Appleton

- Michael Caine dans :
  - Le Vent de la violence (1975) : Jim Keogh
  - Un pont trop loin (1977) : lieutenant-colonel J.O.E. Vandeleur
  - Austin Powers dans Goldmember (2002) : Nigel Powers

- Robert Wagner dans :
  - L'Homme qui aimait la guerre (1962) : Lt. Ed « Bo » Bolland
  - La Panthère rose (1963) : George Lytton

- Charlton Heston dans :
  - Potins mondains et Amnésies partielles (2001) : le père d'Eugénie
  - The Order (2001) : le professeur Finley

- Martin Landau dans :
  - Hollywood Homicide (2003) : Jerry Duran
  - La Cité de l'ombre (2008) : Sul

Mais aussi :
- 1955 : Le Cavalier au masque : Marcel Cadonal (George Dolenz)
- 1958 : La Tempête : lieutenant Piotr Griniov (Geoffrey Horne)
- 1960 : Chérie recommençons : Chester (Harry Lockhart)
- 1961 : Maciste contre le fantôme : Kurtik (Jacques Sernas)
- 1961 : Les Amours d'Hercule : Hercule (Mickey Hargitay)
- 1961 : Le Diable à 4 heures : le père Joseph Perreau (Kerwin Mathews)
- 1962 : Jules César, conquérant de la Gaule : Claudius Valerian (Ivo Payer)
- 1962 : La Colère d'Achille : Pâris (Roberto Risso)
- 1963 : Tom Jones : Tom Jones (Albert Finney)
- 1963 : La Guerre de Troie : Ulysse (John Drew Barrymore)
- 1965 : Les Exploits d'Ali Baba : Ali Baba (Peter Mann)
- 1966 : Le Pharaon : Ramsès XIII (Jerzy Zelnik)
- 1966 : Django tire le premier : Glenn Garvin dit « Django » (Glenn Saxson)
- 1966 : La Vengeance de Siegfried : Siegfried (Uwe Beyer)
- 1966 : Les Nuits de l'épouvante : Fred (Massimo Righi)
- 1967 : La Mégère apprivoisée : Lucentio (Michael York)
- 1967 : Trois milliards d'un coup : Jack (Clinton Greyn)
- 1968 : Les Hommes de Las Vegas : Young (Carlos Ballesteros)
- 1969 : Le Grand Silence : Tigrero (Klaus Kinski)
- 1970 : On n'achète pas le silence : Steve Mundine (Lee Majors)
- 1971 : La Femme du prêtre : Jimmy Guitar (Jacques Stany)
- 1971 : Orange mécanique : Joe, le locataire (Clive Francis)
- 1971 : Le Chat à neuf queues : Carlo Giordani (James Franciscus)
- 1971 : La Vallée perdue : Vogel, le maître d'école (Omar Sharif)
- 1972 : Délivrance : Ed Gentry (Jon Voight)
- 1972 : Maintenant, on l'appelle Plata : Plata (Terence Hill)
- 1972 : L'Île au trésor : Narration
- 1972 : Le Professeur : Gerardo Favani (Adalberto Maria Merli)
- 1973 : Le Témoin à abattre : le commissaire Belli (Franco Nero)
- 1974[11] : Gatsby le Magnifique : Jay Gatsby (Robert Redford)
- 1976 : Trinita, connais pas : Matteo (Michael Coby)
- 1977 : L'Affaire Mori : Galli (Enzo Fisichella)
- 1978 : La Grande Menace : Edward Parrish (Jeremy Brett) (1er doublage) / John Morlar (Richard Burton) (2e doublage effectué en 2003)
- 1981 : Lola, une femme allemande : Esslin (Matthias Fuchs)
- 1988 : Rien à perdre : Barry Maxwell (John Malkovich)
- 1989 : Flic et Rebelle : Denny Ransom (Peter MacNeill)
- 1994 : Danger immédiat : le juge Moore (Dean Jones)
- 1996 : Tout le monde dit I love you : Bob Danridge (Alan Alda)
- 1998 : Phantoms :  Dr Timothy Flyte (Peter O'Toole)
- 1999 : Crashs en série : Richard Pierce (Chad Everett)
- 2000 : The Patriot : Le Chemin de la liberté : Charles Cornwallis (Tom Wilkinson)
- 2000 : Ordinary Decent Criminal : maître Harrison (Gerard McSorley)
- 2002 : Allumeuses ! (John Bennett Perry)
- 2004 : Northfork (Marshall Bell)
- 2005 : XXX2: The Next Level : le général Jack Pettibone (Ned Schmidtke)
- 2011 : Priest :  Monseigneur Orelas (Christopher Plummer)
- 2013 : Max Rose : Jack Murphy (Mort Sahl)
- 2018 : Equalizer 2 : Sam Rubinstein (Orson Bean)
- 2018 : Gentlemen cambrioleurs : John Kenny Collins (Tom Courtenay)
- 2019 : Cats : Gus (Ian McKellen)

#### Films d'animation
- 1987 : La Guerre des dieux : Dorbal
- 2000 : Les Aventures extraordinaires du père Noël : Noël âgé
- 2003 : Barbie et le Lac des cygnes : Rothbart
- 2004 : La Légende du Cid : dom Diègue
- 2013 : Planes : Bulldog

### Télévision

#### Téléfilms
- 1983 : Princesse Daisy : prince Stash Valenski (Stacy Keach)
- 1984 : La Guerre des casinos : Gray Ryan (Madison Mason)
- 1990 : La Main de l'assassin : Jeremy Stubb (Christopher Fairbank)

#### Séries télévisées
- Terry O'Quinn dans :
  - Alias (2002-2004) : l'agent Kendall (18 épisodes)
  - Lost : Les Disparus (2004-2010) : John Locke (120 épisodes)
  - Hawaii 5-0 (2011-2018) : Joe White (16 épisodes)
  - 666 Park Avenue (2012-2013) : Gavin Doran (13 épisodes)
  - Falling Skies (2012-2013) : Arthur Manchester (3 épisodes)
  - Gang Related (2014) :  Sam Chapel (13 épisodes)
  - Secrets and Lies (2016) : John Warner (10 épisodes)
  - Blacklist: Redemption (2017) : Howard Hargrave (7 épisodes)

- Derek de Lint dans :
  - Poltergeist : Les Aventuriers du surnaturel (1996-1999) : Derek Rayne (87 épisodes)
  - NCIS : Enquêtes spéciales (2004) : Dr Stephen Brauer (saison 1, épisode 10)
  - Into the West (2005) :  le prêtre Hobbes (mini-série)

- David McCallum dans :
  - NCIS : Enquêtes spéciales (2003-2022) : Dr Donald « Ducky » Mallard (1re voix, saisons 1 à 19)
  - NCIS : Nouvelle-Orléans (2014 / 2016) : Dr Donald « Ducky » Mallard (saison 1, épisode 1 et saison 2, épisode 12)

- 1997-2005 : Stargate SG-1 : Unas (Vincent Hammond) (saison 1, épisode 10), Nem (Gerard Plunkett) (saison 1, épisode 13), le lieutenant Tyler (Dion Johnstone) (saison 5, épisode 4) et Merlin  (Matthew Walker) (saison 9, épisode 1)
- Boomtown (2003) : Scott Dawson (Sam Anderson)
- JAG (1999-2004) : capitaine Owen Sebring (Corbin Bernsen)
- Les Sœurs Reed (1991-1996) : John Whitsig (Garett M. Brown)
- L'Hôpital et ses fantômes (1994-1997) : Moesgaard (Holger Juul Hansen)
- Tout le monde aime Raymond (1996-2004) : Warren Whalen (Robert Culp)
- Manhattan, Az (2000) : Jake Manhattan (Chad Everett)
- Twin Peaks (1990-1991/2017) : Ed Hurley (Everett McGill)
- Une maman formidable (1993-1998) : Wade Swoboda (Casey Sander)
- Mystères à Santa Rita (1993-1994) : Salvatore Lopez (Pepe Serna)
- 2001 : Inspecteur Barnaby : Owen August (Alan Howard (en)) (saison 4, épisode 5)
- Desperate Housewives (2007) : Graham Hainsworth (Paxton Whitehead)
- Les Contes de la crypte (1992, épisode 4.13) : M. Antoine (Dennis Farina)
- The Young Pope (2016) :  cardinal Michael Spencer (James Cromwell)

#### Séries d'animation
- 1982 : X-Or : le narrateur
- 1983 : G.I. Joe : Héros sans frontières : le commandant Cobra
- 1984 : Pole Position : Vance (1er épisode)
- 1986 : Les Aventures des Galaxy Rangers : Shane Gooseman
- 1986-1987 : Défenseurs de la Terre : Flash Gordon
- 1987 : La Cité interdite : le chef des démons
- 1987 : Molierissimo : Cyrano de Bergerac (1re voix)
- 1990 : Marianne Ire : Courtard
- 1991 : Michel Vaillant : Henri Vaillant
- 1992 : X-Men : Vindicator, Bishop (2e voix)
- 1993 : Albert le cinquième mousquetaire :  le duc de Buckingham / Athos / voix additionnelles
- 1994 : Iron Man : le mandarin
- 1996 : Sinbad le marin
- 1996 : Ivanhoé : voix additionnelles
- 1998-1999 : Carnaby Street : le père de JD
- 2005 : Skyland : Max (épisode 13)
- 2008 : Star Wars: The Clone Wars : Lok Durd

### Jeux vidéo
- 2004 : Le Seigneur des anneaux : La Bataille pour la Terre du Milieu : Saroumane
- 2005 : Star Wars, épisode III : La Revanche des Sith : le Comte Dooku
- 2005 : Star Wars: Battlefront II : le Comte Dooku / Ben Kenobi
- 2007 : God of War II : Zeus
- 2008 : Star Wars : Le Pouvoir de la Force : le Comte Dooku
- 2008 : Star Wars: The Clone Wars - L'Alliance Jedi : le Comte Dooku
- 2008 : Lost : Les Disparus, le jeu vidéo : John Locke
- 2009 : Le Seigneur des anneaux : L'Âge des conquêtes : Saroumane
- 2011 : Rage : Docteur Kvasir
- 2011 : Star Wars: The Old Republic : Dark Thanaton / Torrun (Dromund Kaas) / Major Pathel (Dromund Kaas) / Seigneur Alaric (Dromund Kaas) / Dorian (Dromund Kaas) /
- 2012 : Dishonored : le Grand Superviseur Thadeus Campbellt[n 1]
- 2013 : Planes : Bulldog
- 2014 : Lego Le Hobbit : le narrateur et Saroumane
- 2014 : La Terre du Milieu : L'Ombre du Mordor : Saroumane

## Livre audio
- En ce temps-ci ou le mystère contemporain : Jésus[12],[13]